# 山田尚子
山田尚子（日语：／ Yamada Naoko，1984年11月28日—）是日本動畫的女性演出家、導演、動畫師。京都造形藝術大學美術造形学科洋画畢業。

## 来歴・人物
山田尚子在担任演出工作前，曾担任原画工作。在2007年京都动画制作同社石原立也导演的《CLANNAD》中首次出任演出一职，在随后播出的《CLANNAD 〜AFTER STORY〜》中亦担任了分镜演出的职务。2009年四月四格漫画《K-ON！輕音部》动画化开播，山田尚子担任導演一职，此为她首次担任導演；《K-ON！輕音部》动画播出后在当年四月新番中迅速蹿红，山田尚子担任分镜演出的ED获得了极高的评价，也带动了周边CD销量的飙升。《K-ON！輕音部》的成功，使山田尚子作为導演的才能得到了印证。
2019年初，完成《電影版 吹響吧！上低音號～誓言的終章～》的演出工作後，離開京都動畫。2021年與Science SARU建立長期合作關係，首部作品為《平家物語》。

## 参加作品

### 電視動畫
- （2005年）原画
- AIR （2005年）原画
- 涼宮春日的憂鬱系列
  - 2006年度版：原画
  - 2009年度版：分鏡・演出
- Kanon （2006年-2007年）原画／ED原画
- 幸運☆星 （2007年）原画
- CLANNAD 系列
  - CLANNAD - （2007年-2008年）分鏡・演出・演出補佐・原画／OP原畫
  - CLANNAD 〜AFTER STORY〜 （2008年-2009年）分鏡・演出・原画／OP原画
- K-ON! （2009年）監督・分鏡・演出・原画／ED分鏡・演出・原画[4]
- K-ON!!（2010年）監督・分鏡・演出／前期ED分鏡・演出／後期OP分鏡・演出／後期ED分鏡・演出
- 日常 （2011年） 分鏡・演出／ED原畫
- 冰菓 （2012年） 分鏡・演出
- 中二病也要談戀愛！ （2012年）原畫／ED分鏡・演出
- 玉子市場（2013年）監督・分鏡・演出／OP分鏡・演出／ED分鏡・演出
- Free!（2013年）分鏡・演出／ED原畫
- 境界的彼方（2013年）分鏡・演出／ED原畫
- 中二病也要談戀愛！戀 （2014年）分鏡／ED分鏡・演出
- 吹響吧！上低音號 （2015年）系列演出／ED分鏡・演出
- 吹響吧！上低音號2 （2016年）系列演出
- 小林家的龍女僕（2017年）分镜·演出
- 弦音－風舞高中弓道部－（2018年）分镜·演出
- 平家物語（2021年）監督

### OVA
- 仰望天空的少女瞳中的世界 （2005年）動画
- 驚爆危機 The Second Raid 特別版OVA （2006年）原画
- 幸運☆星OVA （2008年）演出

### 電影
- 涼宮春日的消失 （2010春）演出・原画
- 電影 K-ON! （2011冬）導演・分鏡・演出／前期ED分鏡．演出
- 玉子爱情故事（2014夏）導演・分鏡・演出
- 電影版 聲之形（2016秋）導演
- 莉茲與青鳥（2018夏）導演
- 你的顏色（2024夏）導演

### 其他
- 京阿尼BON VOL.25表紙插圖 （2009年）
- 京都動畫CM「眼鏡編」（2012年）原畫
- 京都動畫CM「我想去商店編」（2012年）原畫

## 脚注
1. ↑  《電影旬報》8月號，電影旬報社，2024年。
2. ↑  .   [2017-04-08]. （原始内容存档于2017-04-08）.
3. ↑  .   [2010-02-12]. （原始内容存档于2010-05-03）.
4. ↑  手畫出現在ED。另外ED 的人物的服裝設計和最後一話的最後被插入的「結束」的這種文字等也做了 。

## 相關項目
- 京都動畫